# Václav Varaďa
Václav Varaďa (né le 26 avril 1976 à Vsetín en Tchécoslovaquie) est un joueur professionnel tchèque de hockey sur glace devenu entraîneur. Il évoluait au poste d'ailier droit.

## Carrière
Varaďa commence sa carrière en 1992 en République tchèque avec le HC Vítkovice. En avril 1994, il est sélectionné pour jouer le championnat d'Europe junior où il remporte la médaille de bronze avec son pays. Il est remarqué par les Sharks de San José qui le sélectionnent alors à la 89e position du repêchage d'entrée dans la LNH. Il rejoint l'Amérique du Nord pour terminer son apprentissage junior avec les Rockets de Tacoma dans la LHOu. La saison suivante, il est échangé en novembre aux Sabres de Buffalo en compagnie de Martin Spahnel et deux choix de repêchage en 1996 contre Doug Bodger. Il joue son premier match avec les Sabres dans la Ligue nationale de hockey ainsi que cinq matches avec leur club-école, les Americans de Rochester, dans la LAH.
Il passe l'essentiel de la saison 1996-1997 avec les Americans, faisant quelques apparitions avec les Sabres. Il débute à nouveau avec les Americans l'année suivante puis rejoint les Sabres pour effectuer la fin de saison et les séries éliminatoires avec eux. Il devient membre des Sabres à part entière en 1998 et dispute avec eux la finale de la Coupe Stanley, perdue 2-4 contre les Stars de Dallas.
En 2000, il prend part au championnat du monde et remporte la médaille d'or avec l'équipe tchèque.
Il joue ensuite trois saisons avec les Sabres avant d'être échangé en février 2003 aux Sénateurs d'Ottawa avec un choix de repêchage contre Jakub Klepiš. Il manque une grande partie de la saison 2003-2004 en se blessant dans un match contre les Bruins de Boston. Le lock-out de la LNH en 2004-2005 lui permet de retourner jouer une saison avec le HC Vítkovice.
L'année 2005 est une année particulière car de nombreux joueurs de la LNH profitent de la grève pour prendre part au championnat du monde. Une nouvelle fois, Varaďa est appelé dans l'équipe tchèque aux côtés, notamment, de Jaromír Jágr et il remporte sa deuxième médaille d'or.
Après une dernière saison avec les Sénateurs, il signe comme agent libre en octobre 2006 avec le HC Davos dans la LNA. Il joue ensuite une deuxième saison en Suisse, cette fois-ci avec le SC Langnau Tigers avant de retrouver son pays et son club formateur pour la saison 2008-2009.

## Statistiques
Pour les significations des abréviations, voir Statistiques du hockey sur glace.

### En club
| Saison     | Équipe                   | Ligue      |     | Saison régulière | Saison régulière | Saison régulière | Saison régulière | Saison régulière |    | Séries éliminatoires | Séries éliminatoires | Séries éliminatoires | Séries éliminatoires | Séries éliminatoires |
| Saison     | Équipe                   | Ligue      | PJ  | B                | A                | Pts              | Pun              | PJ               | B  | A                    | Pts                  | Pun                  |                      |                      |
| 1992-1993  | HC Vítkovice             | Extraliga  | 1   | 0                | 0                | 0                | 0                |                  |    |                      |                      |                      |                      |                      |
| 1993-1994  | HC Vítkovice             | Extraliga  | 29  | 7                | 8                | 15               | 0                |                  |    |                      |                      |                      |                      |                      |
| 1994-1995  | Rockets de Tacoma        | LHOu       | 68  | 50               | 38               | 88               | 108              | 4                | 4  | 3                    | 7                    | 11                   |                      |                      |
| 1995-1996  | Rockets de Kelowna       | LHOu       | 59  | 39               | 46               | 85               | 100              | 6                | 3  | 3                    | 6                    | 16                   |                      |                      |
| 1995-1996  | Americans de Rochester   | LAH        | 5   | 3                | 0                | 3                | 4                | --               | -- | --                   | --                   | --                   |                      |                      |
| 1995-1996  | Sabres de Buffalo        | LNH        | 1   | 0                | 0                | 0                | 0                | --               | -- | --                   | --                   | --                   |                      |                      |
| 1996-1997  | Americans de Rochester   | LAH        | 53  | 23               | 25               | 48               | 81               | 10               | 1  | 6                    | 7                    | 27                   |                      |                      |
| 1996-1997  | Sabres de Buffalo        | LNH        | 5   | 0                | 0                | 0                | 2                | --               | -- | --                   | --                   | --                   |                      |                      |
| 1997-1998  | Americans de Rochester   | LAH        | 45  | 30               | 26               | 56               | 74               | --               | -- | --                   | --                   | --                   |                      |                      |
| 1997-1998  | Sabres de Buffalo        | LNH        | 27  | 5                | 6                | 11               | 15               | 15               | 3  | 4                    | 7                    | 18                   |                      |                      |
| 1998-1999  | Sabres de Buffalo        | LNH        | 72  | 7                | 24               | 31               | 61               | 21               | 5  | 4                    | 9                    | 14                   |                      |                      |
| 1999-2000  | HC Vítkovice             | Extraliga  | 5   | 2                | 3                | 5                | 12               |                  |    |                      |                      |                      |                      |                      |
| 1999-2000  | Sabres de Buffalo        | LNH        | 76  | 10               | 27               | 37               | 62               | 5                | 0  | 0                    | 0                    | 8                    |                      |                      |
| 2000-2001  | Sabres de Buffalo        | LNH        | 75  | 10               | 21               | 31               | 81               | 13               | 0  | 4                    | 4                    | 8                    |                      |                      |
| 2001-2002  | Sabres de Buffalo        | LNH        | 76  | 7                | 16               | 23               | 82               | --               | -- | --                   | --                   | --                   |                      |                      |
| 2002-2003  | Sabres de Buffalo        | LNH        | 44  | 7                | 4                | 11               | 23               | --               | -- | --                   | --                   | --                   |                      |                      |
| 2002-2003  | Sénateurs d'Ottawa       | LNH        | 11  | 2                | 6                | 8                | 8                | 18               | 2  | 4                    | 6                    | 18                   |                      |                      |
| 2003-2004  | Sénateurs d'Ottawa       | LNH        | 30  | 5                | 5                | 10               | 26               | 7                | 1  | 1                    | 2                    | 4                    |                      |                      |
| 2004-2005  | HC Vítkovice             | Extraliga  | 44  | 8                | 19               | 27               | 83               | 11               | 3  | 3                    | 6                    | 37                   |                      |                      |
| 2005-2006  | Sénateurs d'Ottawa       | LNH        | 76  | 5                | 16               | 21               | 50               | 8                | 0  | 2                    | 2                    | 12                   |                      |                      |
| 2006-2007  | HC Davos                 | LNA        | 25  | 6                | 4                | 10               | 26               |                  |    |                      |                      |                      |                      |                      |
| 2007-2008  | SC Langnau Tigers        | LNA        | 37  | 12               | 20               | 32               | 56               |                  |    |                      |                      |                      |                      |                      |
| 2008-2009  | HC Vítkovice             | Extraliga  | 16  | 5                | 5                | 10               | 22               | 4                | 2  | 2                    | 4                    | 2                    |                      |                      |
| 2009-2010  | HC Vítkovice             | Extraliga  | 19  | 2                | 8                | 10               | 12               |                  |    |                      |                      |                      |                      |                      |
| 2009-2010  | HC Kometa Brno           | Extraliga  | 14  | 4                | 4                | 8                | 10               |                  |    |                      |                      |                      |                      |                      |
| 2010-2011  | HC Trinec                | Extraliga  | 51  | 12               | 25               | 37               | 42               | 18               | 2  | 9                    | 11                   | 38                   |                      |                      |
| 2011-2012  | HC Trinec                | Extraliga  | 16  | 6                | 7                | 13               | 0                | 5                | 0  | 2                    | 2                    | 4                    |                      |                      |
| 2011-2012  | HC Slovan Ústí nad Labem | 1.liga     | 0   | 0                | 0                | 0                | 0                | 5                | 2  | 0                    | 2                    | 4                    |                      |                      |
| 2012-2013  | HC Trinec                | Extraliga  | 51  | 14               | 23               | 37               | 60               | 10               | 3  | 1                    | 4                    | 10                   |                      |                      |
| 2013-2014  | HC Trinec                | Extraliga  | 36  | 4                | 5                | 9                | 28               | 1                | 0  | 0                    | 0                    | 0                    |                      |                      |
| Totaux LNH | Totaux LNH               | Totaux LNH | 493 | 58               | 125              | 183              | 410              | 87               | 11 | 19                   | 30                   | 82                   |                      |                      |

### En équipe nationale
| Année | Équipe             | Compétition                 |   | PJ | B | A  | Pts | Pun                |  | Résultat |
| 1994  | Tchéquie           | Championnat d'Europe junior | 5 | 3  | 3 | 6  | 6   | Médaille de bronze |  |          |
| 1995  | République tchèque | Championnat du monde junior | 7 | 6  | 4 | 10 | 25  | 6e place           |  |          |
| 1996  | République tchèque | Championnat du monde junior | 6 | 5  | 1 | 6  | 8   | 4e place           |  |          |
| 2000  | République tchèque | Championnat du monde        | 9 | 2  | 4 | 6  | 6   | Médaille d'or      |  |          |
| 2005  | République tchèque | Championnat du monde        | 9 | 1  | 0 | 1  | 2   | Médaille d'or      |  |          |